# Essendon Football Club

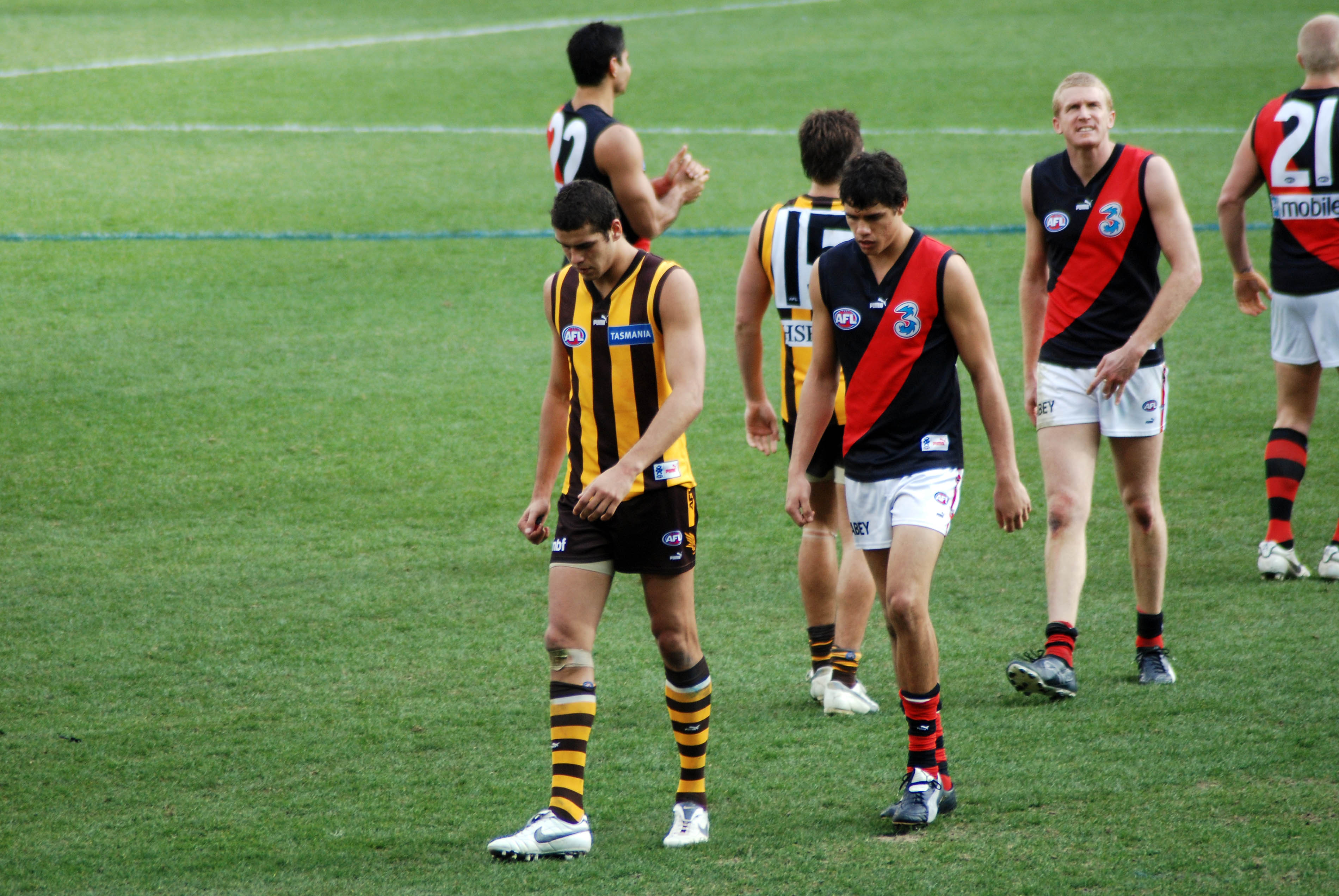
Lance Franklin met Paddy Ryder.

De Essendon Football Club, bijgenaamd The Bombers en The Dons, is een professionele Australian football club die speelt in de Australian Football League (AFL). Essendon is een van de oudste clubs in de AFL. De club werd in 1871 opgericht als een jeugd club en speelt sinds 1878 als club voor senioren. 